# Carebaco-Meisterschaft 1974
Die Carebaco-Meisterschaft 1974 im Badminton fand vom 17. bis zum 24. November 1974 in Georgetown in Guyana statt. Es war die dritte Auflage der Titelkämpfe.

## Sieger und Finalisten
| Disziplin    | Sieger                            |
| ------------ | --------------------------------- |
| Herreneinzel | Keith Palmer                      |
| Dameneinzel  | Beena Narwani                     |
| Herrendoppel | Otmar Kersout Roel Sjauw Mook     |
| Damendoppel  | Jennifer Haddad Margareth Parslow |
| Mixed        | Richard Roberts Jennifer Haddad   |
| Team         | Jamaika                           |

## Finalresultate
| Disziplin    | Sieger                            | Finalist                       | Ergebnis          |
| ------------ | --------------------------------- | ------------------------------ | ----------------- |
| Herreneinzel | Keith Palmer                      | Romeo Ebeciljo Caster          | 15–7, 6–15, 15–10 |
| Dameneinzel  | Beena Narwani                     | Jennifer Haddad                | 5–11, 11–1, 12–9  |
| Herrendoppel | Otmar Kersout Roel Sjauw Mook     | Anthony Garcia Richard Roberts | 18–16, 15–11      |
| Damendoppel  | Jennifer Haddad Margareth Parslow | Beena Narwani Grace Woo        | 15–7, 15–3        |
| Mixed        | Richard Roberts Jennifer Haddad   | Richard Wong Margareth Parslow | 18–17, 15–7       |